# Pouillé (Vienne)
Pouillé è un comune francese di 625 abitanti situato nel dipartimento della Vienne nella regione della Nuova Aquitania.

## Società

### Evoluzione demografica
Abitanti censiti